# Aspinatimonomma gressitti
Aspinatimonomma gressitti es una especie de coleóptero de la familia Monommatidae.

## Distribución geográfica
Habita en China.